# 青い春 (SUPER BEAVERの曲)
「青い春」（あおいはる）は、日本のバンド・SUPER BEAVERの通算9枚目のシングル。2016年3月23日に[NOiD]/murffin discsから発売された。

## 概要
前作「うるさい」から1ヶ月ぶりで、3ヶ月連続ワンコインシングルの第三弾シングル。
カップリングに収録されているライブ音源は2015年11月27日に赤坂BLITZにて行われたライブの音源である。

## 収録曲
1. 青い春 [3:48]
作詞・作曲：柳沢亮太 / 編曲：SUPER BEAVER
  - 大正製薬「リポビタンD」Web-CMソング
2. ルール (Live ver.) [5:02]
3. → (Live ver.) [0:28]
4. 361° (Live ver.) [5:18]
5. 東京流星群 (Live ver.) [5:02]

| スタブアイコン | サブスタブ | この項目は、まだ閲覧者の調べものの参照としては役立たない、シングルに関連した書きかけの項目です。この項目を加筆・訂正などしてくださる協力者を求めています（P:音楽/PJ:楽曲）。 |